# 特伦塔
特伦塔（義大利語：Trenta），是意大利卡拉布里亚大区科森扎省卡萨利-德尔曼科市镇内的分区。总面积4平方公里，人口2730人，人口密度682.5人/平方公里（2009年）。
2017年，特伦塔失去独立的市镇地位，与其他四个市镇合并为新的卡萨利-德尔曼科市镇。